# Приз имени Валентина Сыча
Приз имени Валентина Сыча — хоккейный приз, ежегодно вручаемый лучшему руководителю хоккейного клуба Континентальной хоккейной лиги на официальной церемонии закрытия сезона.
Приз был учреждён в 1998 году Профессиональной хоккейной лигой и Федерацией хоккея России и носит имя третьего президента ФХР Валентина Лукича Сыча.
С 2009 года является одним из призов Континентальной хоккейной лиги. Автором кубка является Владимир Гдальевич Майзель, член Союза художников, руководитель ювелирной студии «Майзель».

## Обладатели приза
За время вручения приза его получали 13 руководителей клубов, пятеро из них становились обладателями награды более одного раза. В их числе Геннадий Величкин (7 раз), Юрий Яковлев и Игорь Есмантович (по 3), Михаил Тюркин, Роман Ротенберг (по 2).
| Сезон     | Руководитель          | Клуб                      |
| --------- | --------------------- | ------------------------- |
| 2022/2023 | Игорь Есмантович [3]  | ЦСКА Москва               |
| 2021/2022 | Игорь Есмантович [2]  | ЦСКА Москва               |
| 2020/2021 | Александр Крылов      | «Авангард» Омск           |
| 2019/2020 | Не вручался           | Не вручался               |
| 2018/2019 | Игорь Есмантович      | ЦСКА Москва               |
| 2017/2018 | Наиль Маганов         | «Ак Барс» Казань          |
| 2016/2017 | Роман Ротенберг [2]   | СКА Санкт-Петербург       |
| 2015/2016 | Геннадий Величкин [7] | «Металлург» Магнитогорск  |
| 2014/2015 | Роман Ротенберг       | СКА Санкт-Петербург       |
| 2013/2014 | Геннадий Величкин [6] | «Металлург» Магнитогорск  |
| 2012/2013 | Аркадий Ротенберг     | «Динамо» Москва           |
| 2011/2012 | Михаил Тюркин [2]     | «Динамо» Москва           |
| 2010/2011 | Николай Курапов       | «Салават Юлаев» Уфа       |
| 2009/2010 | Михаил Тюркин         | ХК МВД Московская область |
| 2008/2009 | Юрий Яковлев [3]      | «Локомотив» Ярославль     |
| 2007/2008 | Вадим Рыбинский       | «Салават Юлаев» Уфа       |
| 2006/2007 | Геннадий Величкин [5] | «Металлург» Магнитогорск  |
| 2005/2006 | Шафагат Тахаутдинов   | «Ак Барс» Казань          |
| 2004/2005 | Анатолий Харчук       | «Динамо» Москва           |
| 2003/2004 | Геннадий Величкин [4] | «Металлург» Магнитогорск  |
| 2002/2003 | Юрий Яковлев [2]      | «Локомотив» Ярославль     |
| 2001/2002 | Юрий Яковлев          | «Локомотив» Ярославль     |
| 2000/2001 | Геннадий Величкин [3] | «Металлург» Магнитогорск  |
| 1999/2000 | Сергей Сидоровский    | «Динамо» Москва           |
| 1998/1999 | Геннадий Величкин [2] | «Металлург» Магнитогорск  |
| 1997/1998 | Геннадий Величкин     | «Металлург» Магнитогорск  |

Примечание:
- в квадратных скобках указано, в какой раз судья получал приз (для тех, кто выигрывал награду более одного раза).
- сезон 2019/20 был завершён досрочно из-за пандемии коронавируса, приз не вручался[16][17].